# Mannerheimia
Mannerheimia är ett släkte av skalbaggar som beskrevs av Mäklin 1880. Mannerheimia ingår i familjen kortvingar.
Kladogram enligt Dyntaxa:
| Mannerheimia | \| \| Mannerheimia arctica \| \| \| \| \| \| Mannerheimia brevipennis \| \| \| \| |
|              | \| \| Mannerheimia arctica \| \| \| \| \| \| Mannerheimia brevipennis \| \| \| \| |
|              | Mannerheimia arctica                                                              |
|              |                                                                                   |
|              | Mannerheimia brevipennis                                                          |
|              |                                                                                   |